# L'Espluga Calba

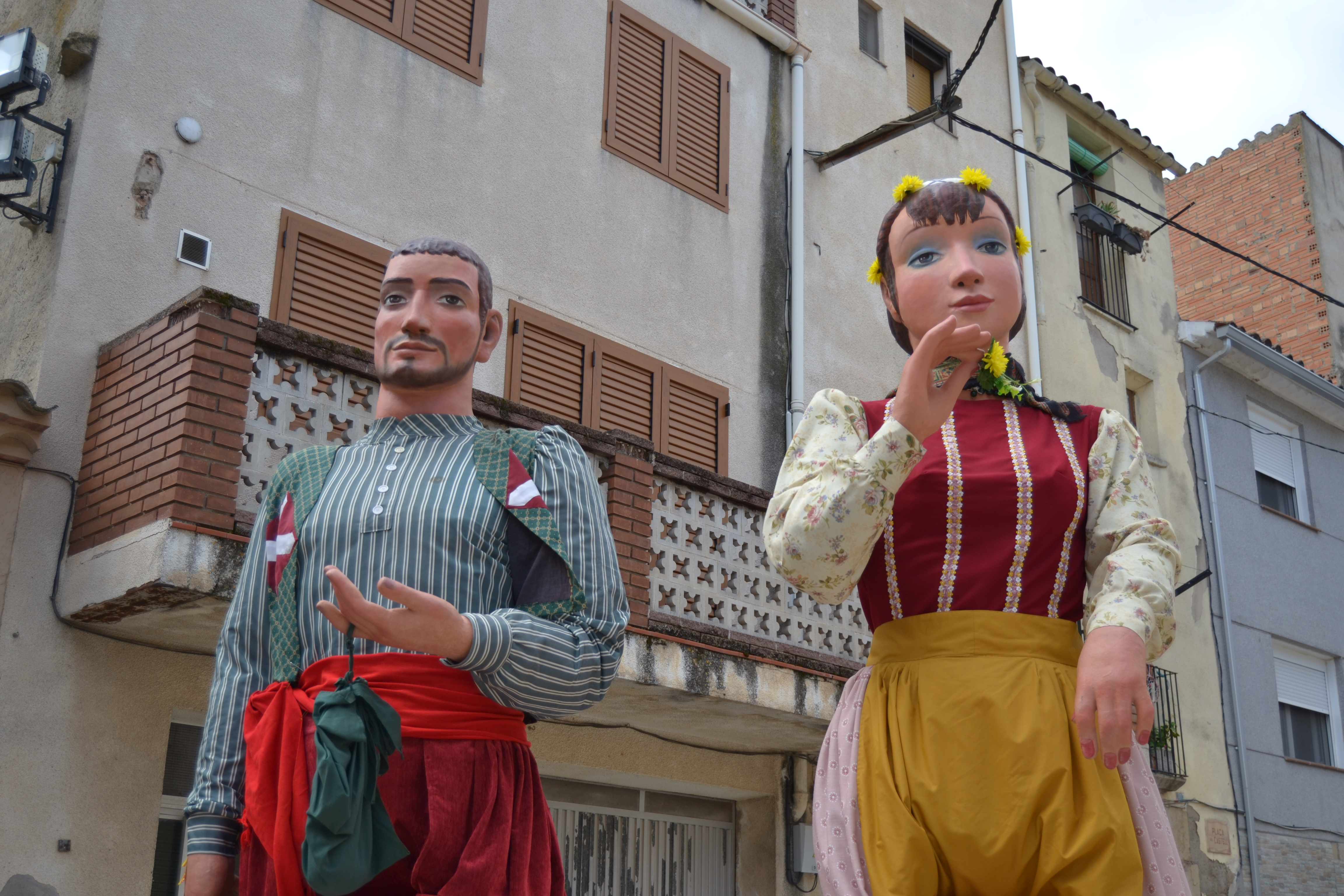
En Ferran i la Paula, els gegants de l'Espluga Calba

L'Espluga Calba és una vila i municipi de la comarca de les Garrigues. Forma part de l'Associació de Municipis per la Independència. De 21,34 km², s'estén a l'extrem de llevant de la comarca, en contacte amb l'Urgell i la Conca de Barberà. Dels contraforts nord-occidentals de la serra del Tallat, que accidenten aquest sector proper a la divisòria entre la Conca i l'Urgell, de morfologia gairebé segarrenca, davallen diversos barrancs que formen el Rinet (de la capçalera del torrent de la Femosa). El fons de la vall es dedica al conreu de la vinya i sembrats, mentre la resta de les terres són disposades en bancals on s'arrengleren oliveres i ametllers.

## Geografia
- Llista de topònims de l'Espluga Calba (Orografia: muntanyes, serres, collades, indrets..; hidrografia: rius, fonts...; edificis: cases, masies, esglésies, etc).

## Ubicació
La vila de l'Espluga Calba és l'únic nucli de població del municipi, que limita amb els garriguencs dels Omellons (W), Vinaixa (SW), Fulleda (SE), amb el de Senan (E) de la Conca de Barberà, i amb els urgellencs dels Omells de Na Gaia (NE) i Maldà (N). Travessa el terme de la carretera local de les Borges Blanques a Tarrés (procedents de la Floresta i els Omellons i que continua vers Fulleda) i de la vila en surt una altra, en estat no gaire bo, que es dirigeix a Maldà, Belianes i Bellpuig d'Urgell, en direcció nord. Un camí veïnal uneix Arbeca i Vinaixa pels Omellons.
Hom calcula unes 468 ha de terreny forestal enfront de les 1.595 ha de conreus de secà (73,74% de la superfície municipal), amb predomini de les oliveres, la vinya, els ametllers i l'ordi (a finals del segle passat la vinya va augmentar, mentre que el blat va desaparèixer en relació als darrers anys). Les millors terres són les de la vall del Rinet; va disminuir el nombre total d'explotacions en un 40% del 1962 al 1972 a causa del gran èxode rural, mentre que hi va haver un certa concentració parcel·laria (una mitjana de 7.3 per explotació). La forma predominant de tinença és la propietat, però els darrers anys la parceria i l'arrendament s'han estès. La cria de bestiar va augmentar i s'instal·laren noves granges, fet que va consolidar la ramaderia com a alternativa o complement de l'agricultura (el cens del 1978 era de 4.690 caps de porcí, 445 d'oví, 30.000 caps d'aviram i 1.300 conills.
La Cooperativa del Camp, amb un molí d'oli que té la denominació d'origen d'Oli Les Garrigues, agrupa pràcticament totes les famílies. En el camp de la indústria, el 1969 s'obrí la fàbrica tèxtil cooperativa John Fil, dedicada a la confecció de gèneres de punt, que actualment (2015) té uns 80 treballadors fixos i dona feina a mans a cases particulars. També s'exploten algunes pedreres continuació de les de Floresta i els Omellons.

## El topònim
El topònim es refereix a unes coves excavades a la roca (spelunca en llatí) que encara subsisteixen a la vila i han estat emprades com a estables o cellers (probablement havien tingut ja poblament prehistòric). La carta de població del lloc, a la conquesta cristiana, és molt antiga; data del 1148, quan Lleida era sarraïna, i fou atorgada en el Setge de Tortosa (1148) per Ramon Berenguer IV, que feu donació del castell de l'Espluga Calba amb la seva vila closa i territori del voltant a un grup de cinc famílies (les del batlle Porcell de Cervera, i de Vives de Cruzadilla, vers 1183 A. d'Ardèvol, amb alguns conreadors de l'Espluga, desermaren l'alou de la Coma.
L'Espluga havia estat una fortalesa àrab –com Arbeca— avançada, del valiat de Siurana, i per això l'església parroquial de Santa Maria –antiga mesquita— fou incorporada a l'Església de Tarragona, i el lloc, a la vegueria de Montblanc (segle xiii). Abans, però, en 1193-1200, el vescomte de Cardona tingué un litigi amb la corona per algunes terres de l'Espluga que el sobirà definí com a pròpies. Ja el 1251, i d'acord amb les investigacions que feu Miret i Sans, hi ha constància que Jaume I donà a l'abadessa Eldiarda d'Anglesola de Santa Maria de Vallbona de les Monges el lloc de l'Espluga Calba com a feu, i aquest fou venut un segle després (1350) a Pere de Carcassona, ciutadà de Lleida, per 15.000 sous barcelonesos. Pere el Cerimoniós concedí a l'esmentat Pere de Carcassona el mer i mixt imperi sobre la vila el 1359 el seu fill Gabriel Conesa, protonotari reial. El 1379 el seu fill Gabriel Conesa vengué la vila per 121.000 sous barcelonesos a Berenguer Gallard, també ciutadà de Lleida, i dos anys després, el 1381, aquest tornà a vendre la vila per 133.000 sous a Pere Icard. Encara Pere Icard vengué l'Espluga a Antoni de Maçanet (diputat de Catalunya el 1375 pel braç reial i cunyat del paer de Lleida Domènec de Montsuar). El seu successor Nicolau de Maçanet atorgà la senyoria de l'Espluga en el seu testament al seu nebot Antoni de Montsuar, senyor de Torregrossa. Aquest darrer vengué finalment l'Espluga, per 140.000 sous, a l'orde militar dels hospitalers, que convertiren el castell en cap de la comanda hospitalera de l'Espluga Calba (comprenia Lavit del Penedès, el Bordell, Sidamon i el Palau d'Anglesola), comanda que perdurà fins a la fi del segle xviii, a l'extinció de l'orde. Es conserva la llista dels comanadors, i els hospitalers mantingueren la senyoria fins a la fi de l'Antic Règim
.

## Nucli urbà
La vila de l'Espluga Calba es troba a 434 m d'altitud, a la unió del Rinet amb les valls afluents procedents de Fulleda, als vessants del turó que corona l'antic castell-palau dels hospitalers. Davant l'entrada a ponent de l'edifici s'obre a la plaça de l'església i a migdia, entre el castell i el Carrer Major, hi ha un pati elevat, urbanitzat. Des del castell baixen diversos carrerons amb arcs coberts. Es conserven vells casals de pedra i els cellers a les antigues esplugues. Als peus del turó, on hi havia la cooperativa del camp, s'estenen les cases més modernes i, més enllà, la fàbrica tèxtil.
L'església parroquial de la Concepció, de bella façana barroca, ben ornamentada, interior de tres naus, i airós campanar de planta quadrada i dos cossos superposats, fou acabada el 1784 (el 1936 fou destruït el magnífic retaule de Sant Cristòfol màrtir, copatró de la vila, obra de Lluís Bonifaç). El castell de l'Espluga Calba, dels hospitalers, és un imponent casal de pedra, amb portals adovellats, finestrals gòtics i columnes; el pati d'armes (segles XIII-XIV) fou molt reformat el segle xviii, dins el gust barroc, i es bastí una nova capella de guix. Adaptat l'edifici a col·legi de monges dominicanes al XIX, fou abandonat el 1963. A la vila hi ha una escola de primària. El centre cultural més destacat és Casa Nostra, que agrupa, entre altres activitats, biblioteca, cinema i sala de festes. La festa major és per la Candelera (2 i 3 de febrer) i el penúltim diumenge d'agost.

## Població
La població, que havia estat relativament important a l'edat mitjana es mantingué dins un procés positiu fins a la darrera guerra civil i des d'aleshores el fenomen migratori ha estat constant i accentuat: al segle xviii havia passat de 241 habitants el 1718 a 736 el 1787 (o sigui, s'havia triplicat) i el 1860 en tenia el màxim absolut amb 1.365 h. S'estabilitzà amb alts i baixos (1.195 el 1900, 1.265 el 1936) i després ha anat disminuint, 930 h. el 1950, 781 el 1960, 583 el 1970, 490 el 1975 i 470 el 1981.

## Demografia
| 1497 f | 1515 f | 1553 f | 1717 | 1787 | 1857  | 1877  | 1887  | 1900  | 1910  |
| ------ | ------ | ------ | ---- | ---- | ----- | ----- | ----- | ----- | ----- |
| 38     | 45     | 52     | 241  | 736  | 1.340 | 1.303 | 1.200 | 1.195 | 1.187 |

| 1920  | 1930  | 1940 | 1950 | 1960 | 1970 | 1981 | 1990 | 1992 | 1994 |
| ----- | ----- | ---- | ---- | ---- | ---- | ---- | ---- | ---- | ---- |
| 1.233 | 1.230 | 993  | 930  | 781  | 583  | 470  | 438  | 450  | 450  |

| 1996 | 1998 | 2000 | 2002 | 2004 | 2006 | 2008 | 2010 | 2012 | 2014 |
| ---- | ---- | ---- | ---- | ---- | ---- | ---- | ---- | ---- | ---- |
| 445  | 442  | 424  | 429  | 425  | 452  | 424  | 427  | 399  | 395  |

| 2016 | 2018 | 2020 | 2022 | 2024 | 2026 | 2028 | 2030 | 2032 | 2034 |
| ---- | ---- | ---- | ---- | ---- | ---- | ---- | ---- | ---- | ---- |
| 375  | 357  | 329  | 331  | 331  | -    | -    | -    | -    | -    |